# 31 (număr)
31 (treizeci și unu) este numărul natural care urmează după 30 și este urmat de 32.

## În matematică

31 este un număr centrat pentagonal

- 31 este numărul poligoanelor regulate care pot fi trasate cu ajutorul riglei și compasului.
- Este un număr Euclid[1][2] și un prim Euclid[1][3].
- Este un număr prim. Este al treilea prim Mersenne (25 − 1)[4] și este „înrudit” cu numărul 496 , deoarece 496 = 2(5 − 1)(25 − 1). Formează o pereche de numere prime gemene cu numărul 29.
- Este un număr prim cubic generalizat.[5]
- Este un număr prim Labos.[6][7]
- Este un număr prim permutabil.[8]
- Este un număr prim plat.[9][10]
- Este un număr mirp (sau prim reversibil), deoarece nu este palindromic și inversul său, 13, este tot număr prim.[11]
- Este un număr prim slab.[12][13]
- Este un număr prim Solinas.[14][15]
- Este un număr prim subțire.[16][17]
- Este un număr prim trunchiabil la dreapta.[18][19]
- Este al 8-lea număr fericit.[20][21]
- Este un număr centrat triunghiular,[22] cel mai mic număr prim care este un număr centrat pentagonal[23] și un număr centrat decagonal.[24]
- Este un repdigit în baza 5 (111) și în baza 2 (11111).
- Este un autonumăr (număr columbian), deoarece nu poate fi exprimat ca suma dintre orice număr întreg și cifrele acestui număr în baza 10.[25]
- Numerele analoage 31, 331, 3331, 33331, 333331, 3333331 și 33333331 sunt toate numere prime. În trecut se credea că fiecare număr de forma 3w1 este prim, însă numerele care urmează nu mai respectă această regulă. Următorul șir cuprinde numere de această formă care sunt compuse:

333333331 = 17 × 19607843
3333333331 = 673 × 4952947
33333333331 = 307 × 108577633
333333333331 = 19 × 83 × 211371803
3333333333331 = 523 × 3049 × 2090353
33333333333331 = 607 × 1511 × 1997 × 18199
333333333333331 = 181 × 1841620626151
3333333333333331 = 199 × 16750418760469 și
33333333333333331 = 31 × 1499 × 717324094199.
- Este un număr Mian-Chowla.[26]

## În știință
- Este numărul atomic al galiului.[27]

### Astronomie
- NGC 31 este o galaxie spirală localizată în constelația Phoenix.
- Messier 31 este o galaxie din constelația Andromeda.
- 31 Euphrosyne este o planetă minoră.
- 31P/Schwassmann-Wachmann este o cometă periodică din sistemul solar.

## Alte domenii
- Este numărul de zile din lunile ianuarie, martie, mai, iulie, august, octombrie și decembrie.
- Este prefixul telefonic internațional al Olandei (Țările de Jos).[28]
- Treizeci și unu este un joc de cărți.[29]
- ISO 31 este standardul ISO pentru cantități și unități.
- Ulysses 31 este o serie anime.
- Este numărul de regi pe care i-au bătut copiii lui Israel în Canaan conform Iosua 12:24.
- Numărul de litere din alfabetul macedonean.
- Este codul de țară UIC al Mongoliei.[30]